# Банковский дворец Татра-банка (Братислава)

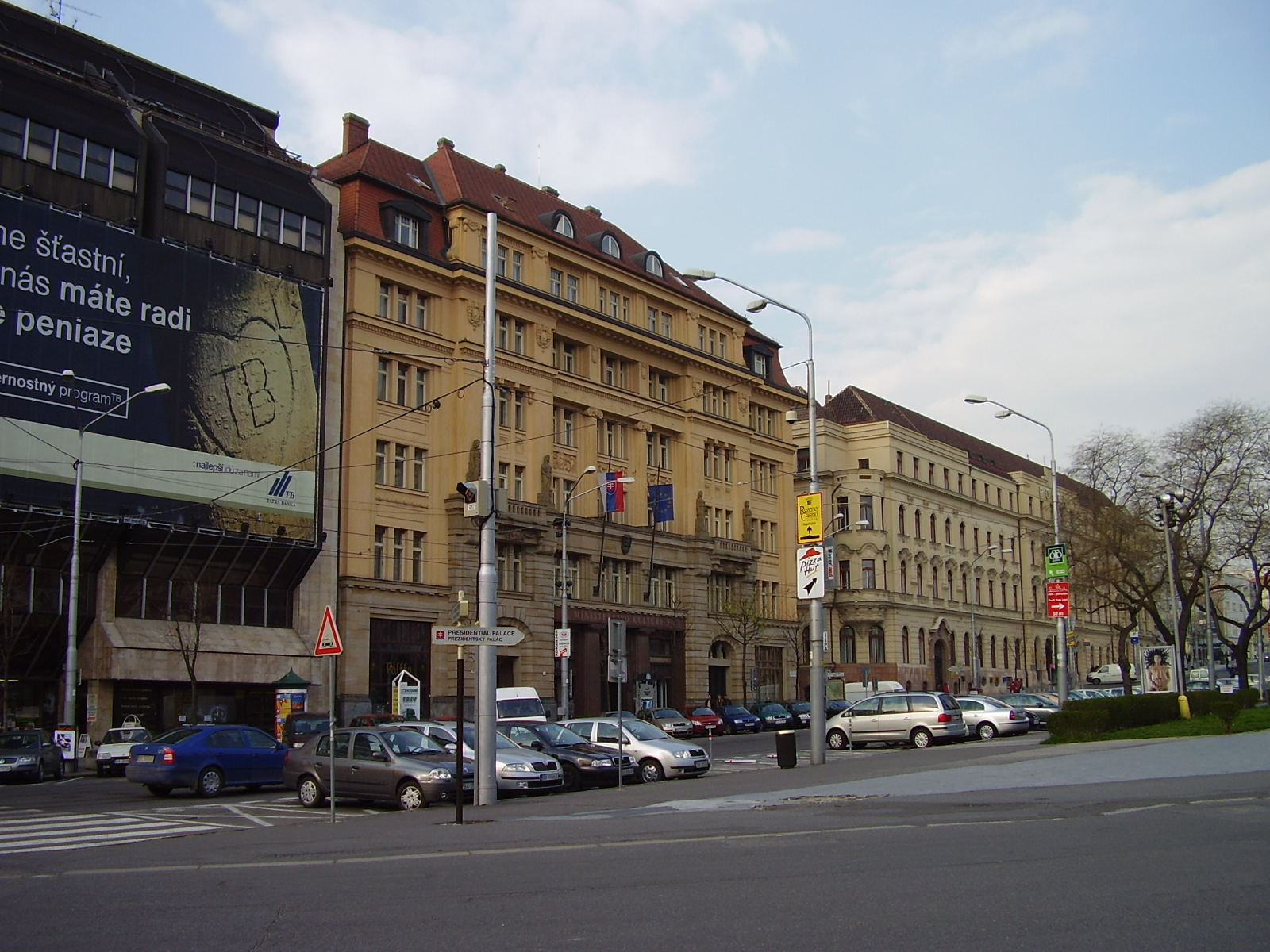
Банковский дворец Татра-банка (в центре), рядом справа — Почтовый дворец

Банковский дворец Татра-банка (словац. Bankový palác Tatra banky) — дворец в Братиславе в городском районе Старый город на Площади Словацкого национального восстания. Был построен после Первой мировой войны.
Проект разработан Миланом Михалом Гарминцем и его проектной группой. Дворец строился в период с 1922 по 1925 год. На верхних этажах размещались квартиры, здесь проживал директор банка, брат поэта, прозаика и переводчика Янко Есенского, доктор Владимир Есенский с семьёй.
В 1970—1980 годы объект использовало Чехословацкое телевидение. Позже в здании расположилось Министерство культуры Словацкой Республики. После дорогостоящей реконструкции в холле у входа в здание была размещена памятная доска М. М. Гарминца, а в вестибюле создана галерея бюстов знаменитых деятелей словацкой культуры.